# Polinomska matrika
Polinomska matrika (tudi matrika mnogočlenikov ali polinomov) je matrika, ki ima za elemente polinome z eno (univariantna) ali več (multivariantna) spremenljivkami. Posebno obliko imenujemo tudi matrika λ. To je matrika, katere elementi so polinomi spremenljivke {\displaystyle \lambda \,}. Najvišja potenca v polinomih (spremenljivke {\displaystyle \lambda \,}) se imenuja stopnja polinomske matrike. 
Univariantna polinomska matrika stopnje {\displaystyle p\,} je
{\displaystyle P=\sum _{n=0}^{p}A(n)x^{n}=A(0)+A(1)x+A(2)x^{2}+\cdots +A(p)x^{p}}
kjer je
- {\displaystyle A(i)\,} matrika koeficientov (konstante)
- {\displaystyle A(p)\,} niso enaki 0

## Matrika λ
Zgled matrike λ je:
{\displaystyle A\left(\lambda \right)={\begin{bmatrix}a_{11}(\lambda )&a_{12}(\lambda )&\cdots &a_{1n}(\lambda )\\a_{21}(\lambda )&a_{22}(\lambda )&\cdots &a_{2n}(\lambda )\\\vdots &\vdots &\ddots &\vdots \\a_{n1}(\lambda )&a_{n2}(\lambda )&\cdots &a_{nn}(\lambda )\end{bmatrix}},\quad a_{ij}(\lambda )=a_{ij}^{(l)}\lambda ^{l}+a_{ij}^{(l-1)}\lambda ^{l-1}+\cdots +a_{ij}^{(1)}\lambda +a_{ij}^{(0)}.},
kjer je:
- {\displaystyle l\,} stopnja matrike
- {\displaystyle a_{ij}\,} element matrike

Zgled takšne matrike je:
{\displaystyle A\left(\lambda \right)={\begin{bmatrix}\lambda ^{4}+\lambda ^{2}+\lambda -1&\lambda ^{3}+\lambda ^{2}+\lambda +2\\2\lambda ^{3}-\lambda &2\lambda ^{2}+2\lambda \end{bmatrix}}={\begin{bmatrix}1&0\\0&0\end{bmatrix}}\lambda ^{4}+{\begin{bmatrix}0&1\\2&0\end{bmatrix}}\lambda ^{3}+{\begin{bmatrix}1&1\\0&2\end{bmatrix}}\lambda ^{2}+{\begin{bmatrix}1&1\\-1&2\end{bmatrix}}\lambda +{\begin{bmatrix}-1&2\\0&0\end{bmatrix}}.}.